# Bernhard Rieger
Bernhard Rieger (ur. 17 grudnia 1922 w Wißgoldingen, zm. 10 kwietnia 2013 w Kressbronn am Bodensee) – niemiecki duchowny rzymskokatolicki, w latach 1985-1996 biskup pomocniczy diecezji Rottenburga i Stuttgartu.

## Życiorys
Święcenia kapłańskie przyjął 29 lipca 1951 w ówczesnej diecezji Rottenburga, która w 1978 została przemianowana na diecezję Rottenburga i Stuttgartu. 20 grudnia 1984 papież Jan Paweł II mianował go jej biskupem pomocniczym, ze stolicą tytularną Tigava. Sakry udzielił mu 2 lutego 1985 biskup diecezjalny Georg Moser. 31 lipca 1996 zrezygnował ze stanowiska, na niespełna półtora roku przed osiągnięciem biskupiego wieku emerytalnego (75 lat). Od tego czasu pozostawał biskupem seniorem diecezji. 